# Syed Hassan
Syed Hassan (21 giugno 1976) è un ex calciatore britannico originario di Turks e Caicos, di ruolo difensore.

## Carriera

### Club
Dal 2011 al 2018 ha giocato nel SWA Sharks.

### Nazionale
Ha esordito in nazionale il 9 luglio 2011 nella partita di qualificazione ai Mondiali 2014 che la sua squadra ha perso per 6-0 contro le Bahamas.